# Groń (Koskowa Góra)
Groń – szczyt w paśmie Koskowej Góry w Beskidzie Makowskim. Na mapie Compass ma wysokość 773 m, mapie Geoportalu 766 m i nazwę Kotoń Zachodni. Znajduje się w głównym grzbiecie pasma Kotonia, pomiędzy Jaworzyńskim Wierchem (na mapie Geoportalu zwanym Gorylką, 782 m) i Kotoniem (857 m). Spod Gronia na południową stronę spływa Potok Proszkowców, na północną dwa potoki uchodzące do Trzebuńki.
Obecnie Groń jest zalesiony, dawniej jednak istniały na jego wschodnim grzbiecie, obecnie już zarastające lasem polany Wisielak i Pabówka. Z szlaku turystycznego wiodącego bezleśnym wschodnim grzbietem Gronia (w górnej części osiedla Jaworzyny) otwiera się szeroka panorama widokowa obejmująca Beskid Wyspowy, Gorce, Beskid Orawsko-Podhalański i Tatry. Na południowych stokach Gronia i Kotonia (po wschodniej stronie Potoku Proszkowców) znajduje się wysoko położona miejscowość Zawadka, z której rozciągają się dość rozległe panoramy widokowe na południową stronę. W czasie II wojny światowej Groń i Kotoń były miejscem walk partyzantów z Niemcami. Upamiętnia to odsłonięty w 2004 r. nowy pomnik w Zawadce. W lesie przy szlaku turystycznym wiodącym przez Groń znajduje się krzyż z tabliczką. Napis na tablicy głosi: W tym miejscu w walce stoczonej 29 XI 1944 r z niemieckimi jednostkami okupanta poległ w bohaterskim boju kpt AK Jan Korzeniowski „Waga”, d-ca III oddz. W zgrup. Partyzanckim „Żelbet” 6 dywizji piechoty Armii Krajowej. Kawaler Krzyża Virtuti Militari.

## Szlaki turystyczne
Na szczycie znajduje się węzeł następujących pieszych szlaków turystycznych:
 Maków Podhalański – Stańkowa – Koskowa Góra – Parszywka – Przełęcz Dział – Groń – Pcim
 Stróża – Groń – Tokarnia Więcierza – Skomielna Czarna
 Zębalowa – Tokarnia – Groń – Zawadka – Dłużyca